# Vahyt Orazsakhedov
Vahyt Orazsakhedov (n. 26 ianuarie 1992, Babarap⁠(d), Ahal, Turkmenistan) este un jucător turkmeni de fotbal care evoluează la clubul Rubin Kazan. Face parte din Echipa națională a Turkmenistan U-23.